# Вёльки, Райнер Мария
Райнер Мария Вёльки (нем. Rainer Maria Woelki; род. 18 августа 1956, Кёльн, ФРГ) — немецкий кардинал. Титулярный епископ Скампы и вспомогательный епископ Кёльна с 23 февраля 2003 по 2 июля 2011. Архиепископ Берлина со 2 июля 2011 по 11 июля 2014. Архиепископ Кёльна с 11 июля 2014. Кардинал-священник с титулом церкви Сан-Джованни-Мария-Вианней с 18 февраля 2012.

## Биография

### Ранние годы
Родился 18 августа 1956 года в Кёльне. Его родители приехали в Кёльн из Восточной Пруссии в 1945 году.
После окончания школы в 1977 году, он прошел военную службу в 95-м танковом артиллерийском учебном дивизионе в Мюнстере, а затем с 1978 года по 1983 год изучал католическое богословие и философию в Боннском университете и в Фрайбургском университете.
14 июня 1985 года кардиналом Хёффнером был рукоположен во пресвитера в Кёльнском соборе. После рукоположения служил капелланом в церкви Святой Марии в Нойсе, военным капелланом в Мюнстере и капелланом в церкви Святого Иосифа в Ратингене.
В 1990 году он стал капелланом архиепископа и личным секретарём кардинала Йоахима Майснера.
С 1997 года по 2003 год Райнер Вёльки был директором богословского колледжа «Collegium Albertinum» в Бонне.
21 ноября 1999 года Папа римский Иоанн Павел II присвоил ему папский почётный титул капеллана Его Святейшества, с титулом монсеньора.
В 2000 году получил степень доктора теологии в Папском университете Святого Креста в Риме..

### Епископское служение

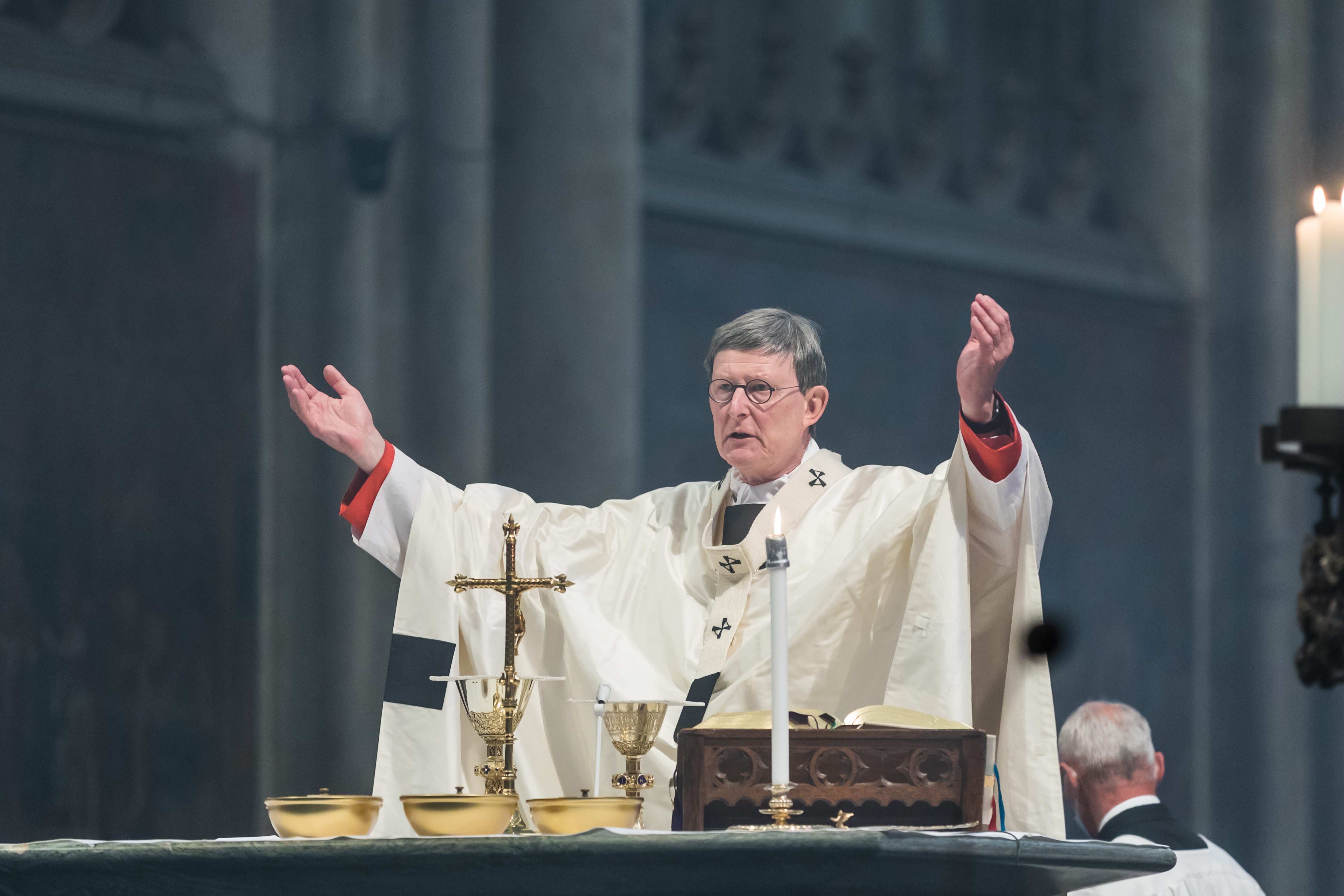
Кардинал Вёльки за богослужением в Кёльнском соборе, 2021 год

24 февраля 2003 года, решением Папы Иоанна Павла II, назначен титулярным епископом Скампы и вспомогательным епископом Кёльнской митрополии..
30 марта 2003 года хиротонисан во епископа. Хиротонию совершили архиепископ Кёльна кардинал Йоахим Майснер и вспомогательные епископы Клаус Дик и Норберт Трелль..
2 июля 2011 года Папа Бенедикт XVI назначил епископа Вёльки архиепископом Берлина.
Ещё будучи вспомогательным епископом в Кёльне, Вёльки в интервью Георгу Швикарту описал гомосексуализм как нарушение «порядка творения». В связи с этим, назначение Вёльки берлинским архиепископом вызвало критику со стороны ЛГБТ-сообщества Берлина
На торжественной консистории 18 февраля 2012 года Папой Бенедиктом XVI возведен в достоинство кардинала-священника титулярной церкви Сан-Джованни-Мария-Вианней.
29 июня 2012 года в Соборе Святого Петра Папа Бенедикт XVI вручил кардиналу Вёльки паллий — знак митрополичьего достоинства.
Принимал участие в Конклаве 2013 года.
11 июля 2014 года Папа Франциск назначил Вёльки архиепископом Кёльна.

## Конклав 2025 года
Участник Конклава 2025 года, где был избран папа Лев XIV.